# Rhodamnia australis
Rhodamnia australis är en myrtenväxtart som beskrevs av Andrew John Scott. Rhodamnia australis ingår i släktet Rhodamnia och familjen myrtenväxter. Inga underarter finns listade i Catalogue of Life.